# Bromeliagärdsmyg
Bromeliagärdsmyg (Uropsila leucogastra) är en fågel i familjen gärdsmygar inom ordningen tättingar. Den placeras som ensam art i släktet Uropsila. Fågeln förekommer i skogsområden i norra Centralamerika. Arten minskar i antal, men beståndet anses vara livskraftigt.

## Utseende och läte
Bromeliagärdsmygen är en liten gärdsmyg med kort stjärt som ofta hålls rest. Den har rent vitaktigt ansikte och ett brett vitaktigt ögonbryn. Sången är en kort och behaglig ramsa, "tiddle-ee" eller "tiddle-ee-oo", enklare än sången från de flesta andra gärdsmygsarter.

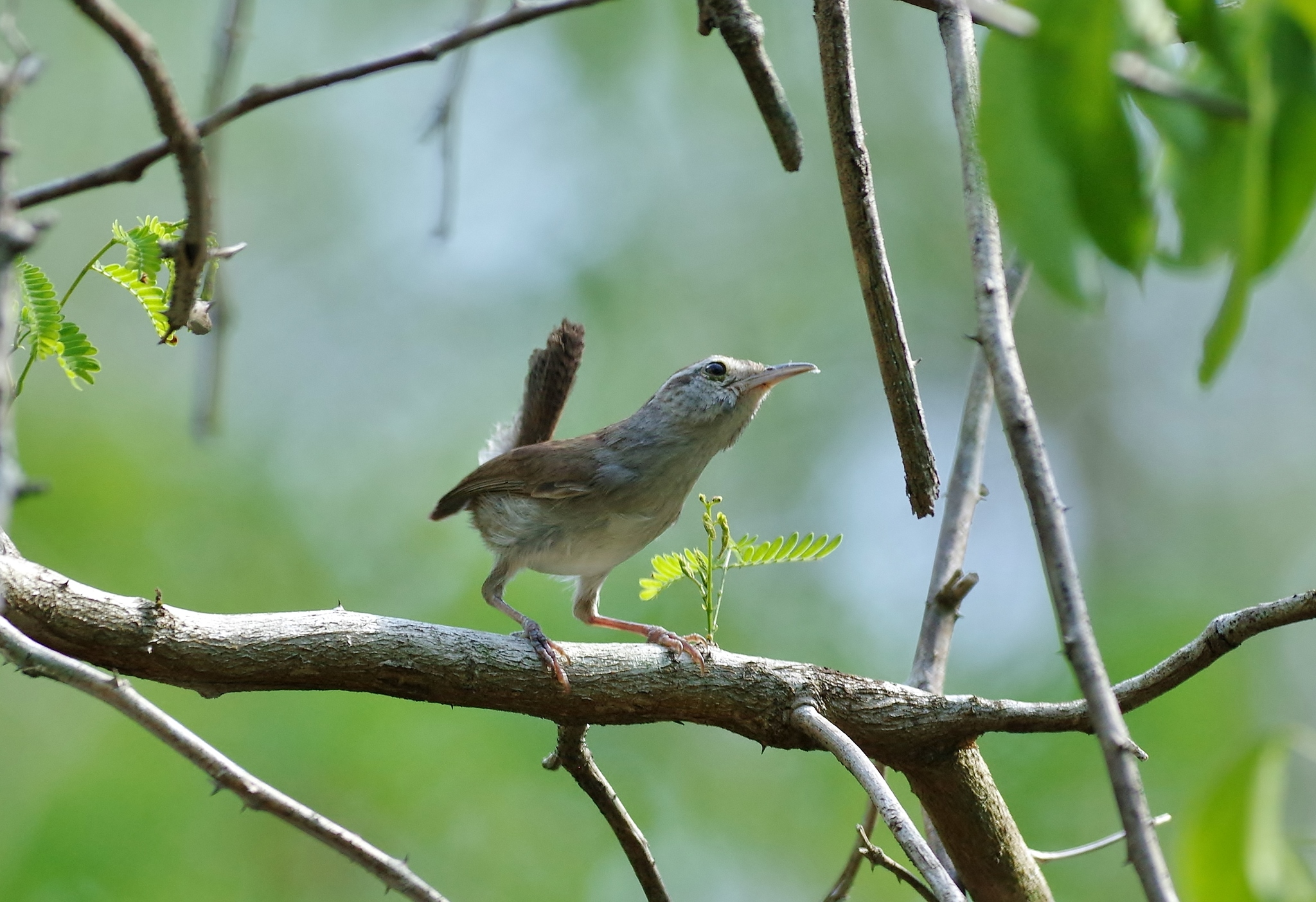

## Utbredning och systematik
Fågeln placeras som enda art i släktet Uropsila. Den delas in i två grupper med sju underarter som har följande utbredning:
- leucogastra-gruppen
  - Uropsila leucogastra grisescens – nordöstra Mexiko (södra Tamaulipas söderut till åtmistone östra San Luis Potosí)
  - Uropsila leucogastra centralis – sydcentrala Mexiko (norra Puebla till centrala Veracruz)
  - Uropsila leucogastra leucogastra – sydöstra Mexiko (sydöstra Veracruz, norra Oaxaca, Tabasco och norra Chiapas)
  - Uropsila leucogastra restricta – nordvästra Yucatánhalvön
  - Uropsila leucogastra brachyura – centrala och södra Yucatánhalvön
  - Uropsila leucogastra australis – sydöstra Mexiko (södra Quintana Roo) och Belize; dessutom lokalt i norra Honduras
- Uropsila leucogastra pacifica – sydvästra Mexiko (Colima, Michoacán och Guerrero)

Underarterna grisescens och australis inkluderas ofta i brachyura.

## Levnadssätt
Bromeliagärdsmygen är vanligast i torrare områden, i fuktiga mer ovanlig och lokalt förekommande. Jämfört med andra skogslevande gärdsmygar är den ofta mer synlig när den klättrar runt på medelhög höjd i den öppna undervegetationen.

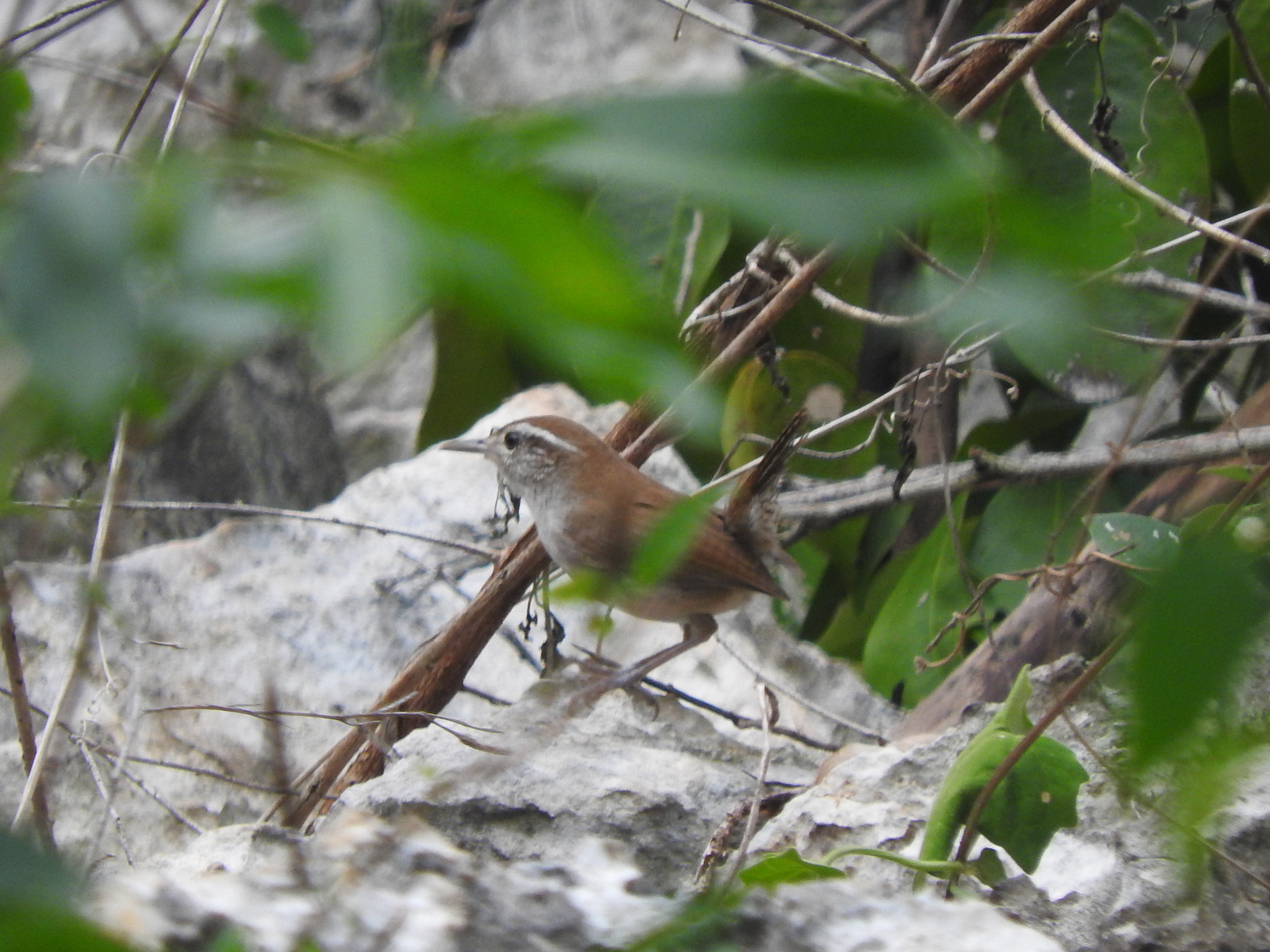

## Status och hot
Arten har ett stort utbredningsområde, men tros minska i antal, dock inte tillräckligt kraftigt för att den ska betraktas som hotad. Internationella naturvårdsunionen IUCN listar arten som livskraftig (LC). Beståndet uppskattas till i storleksordningen 50 000 till en halv miljon vuxna individer.

## Namn
Bromelia är ett släkte ananasväxter från tropiska Amerika som oftast är epifytiska.